# João Pinto de Carvalho Teixeira de Sousa da Silva
João Pinto de Carvalho Teixeira de Sousa da Silva (Guimarães, São Sebastião, 26 de Abril de 1791 - Guimarães, São Sebastião, 24 de Junho de 1833) foi um político e diplomata português.

## Família
Filho varão segundo de Francisco José Pinto de Carvalho Teixeira Bezerra do Rego de Sousa da Silva (Guimarães, São Sebastião, 2 de Outubro de 1752 - 30 de Dezembro de 1837) e de sua mulher (Guimarães, São Sebastião, 24 de Agosto de 1786) Luísa Teresa Joana Barbosa de Lima (Póvoa de Lanhoso, Travassos, 22 de Dezembro de 1758 - 26 de Dezembro de 1834).

## Biografia
Senhor da Casa da Guarda ou da Casa de Guardal e da Casa da Caldeiroa em Guimarães, e da Casa de Atães, em Fermil de Basto.
Bacharel em Leis pela Faculdade de Direito da Universidade de Coimbra.
Vereador do Senado da Câmara de Guimarães, Procurador às Cortes, Embaixador Enviado à Corte do Rio de Janeiro junto de D. João VI de Portugal.
Fidalgo de Cota de Armas por Carta de 28 de Janeiro de 1817 de D. João VI, renovadas e confirmadas, de Sousa dos Senhores de Arronches, de Carvalho, Pinto e da Silva com Timbre de Sousa dos Senhores de Arronches.
Condecorado com a Medalha de Fidelidade ao Rei e à Pátria e, pelo próprio Rei, com a Medalha da Real Efígie de D. Miguel I de Portugal.

## Casamento e descendência
Casou em Guimarães, São Sebastião, a 27 de Fevereiro de 1823 com Maria da Alegria Peixoto do Amaral e Freitas (Guimarães - Guimarães, 1868), Senhora da Casa de Trás de Oleiros, de quem foi primeiro marido, Senhora da Casa de Trás de Oleiros com Capela na Igreja de São Domingos, em Guimarães, da Casa do Barreiro e Capela de Nossa Senhora dos Anjos em Santa Maria do Souto, da Casa do Salgueiro em Vila Nova de Famalicão, Representante da antiga e ilustre Família de Freitas do Amaral, ramo da Casa dos Senhores do Morgado de Sezim e Casa Nova, filha de Domingos do Amaral Peixoto de Freitas (7 de Agosto de 1756 - 25 de Outubro de 1810) e de sua mulher Josefa Maria da Silva (? - 6 de Maio de 1842). Seu filho segundo foi pai de Duarte do Amaral Pinto de Freitas.